# حصار الإسكندرية (47 ق.م)
حصار الإسكندرية هي سلسلة من المناوشات والمعارك التي حدثت بين قوات يوليوس قيصر، وكليوباترا السابعة، وأرسينوي الرابعة، وبطليموس الثالث عشر، في الفترة ما بين 48 و47 قبل الميلاد. خلال هذا الوقت كان قيصر منخرطًا في حرب أهلية ضد القوات الجمهورية المتبقية.
انتهى الحصار بوصول قوات الإغاثة من سوريا. وبعد معركة النيل التي تنافست فيها تلك القوات على عبور دلتا النيل، هُزمت قوات بطليموس الثالث عشر وقوات أرسينوي.

## تاريخ

### خلفية الأحداث
بعد معركة فرسالوس، تخلى بومبي عن جيشه المهزوم وهرب مع مستشاريه إلى الخارج إلى ميتيليني ومن ثم إلى قيليقية حيث عقد مجلسًا للحرب. قرر مجلس بومبي الحربي أن أفضل خطة هي الفرار إلى مصر، التي كانت قد زودته بالمساعدات العسكرية في العام السابق.
بعد وصوله إلى مصر، حدث تحول مأساوي في الأحداث إذ قُتل بومبي على يد أخيلاس و لوسيوس سيبتيموس [الإنجليزية] الجنديان السابقان في جيشه بأوامر من بوثينوس وثيودوت مستشاري الملك بطليموس الثالث عشر، معتقدين بأن قيصر سيكون سعيدا باغتيال خصمه بومبي.